# Петар В. Јовановић
Петар В. Јовановић — Комирићанац (Комирић, код Осечине, 4. јул 1911 — Пријевор, код Чачка, 1. новембар 1944) био је учесник Народноослободилачке борбе и народни херој Југославије.

## Биографија
Рођен је 4. јула 1911. године у селу Комирић, код Осечине. Потицао је из сиромашне земљорадничке породице, па је од ране младости морао да ради као надничар на имањима код богатијих сељака. Тешким физичким радом издржавао је породицу са петоро деце.
Непосредно пред почетак Априлског рата, 1941. године био је мобилисан у Југословенску војску, а након њене капитулације априла 1941. успео је да избегне заробљавање и да се врати у родно село. Када је у почетком јула 1941. године избио устанак у Србији Петар је ступио у тада формирани Ваљевски партизански одред. Био је најпре борац и бомбаш, а затим десетар и водник. Од првих устаничких дана истицао се храброшћу у свим борбама у којима је учествовао.
Нарочито се истакао у борбама на Завлаци, код Крупња и у Столицама, а посебно се истакао у борбама с Немцима током Прве непријатељске офанзиве и током повлачења партизансих снага у Санџак, крајем 1941. године. Након преласка у Босну, почетком 1942. године, као изузетно храбар и способан борац био је пребачен у Пратећи вод Врховног штаба НОПОЈ, који је касније прерастао у Пратећи батаљон. Задатак ове јединице био је обезбеђење чланова Врховног штаба НОВ и ПОЈ и Врховног команданта НОВ и ПОЈ Јосипа Броза Тита. С Пратећим батаљоном и Врховним штабом, Пера Комирићанац је прошао све борбе од похода пролетерских бригада у Босанску крајину, преко бици на Неретви и бици на Сутјесци до Шесте непријатељске офанзиве. У свим овим борбама испољавао је велику храброст, као и одговорност у извршавањима поверљивим задацима.
Крајем 1943. и почетком 1944. године Прва шумадијска бригада је из Шумадије прешла на ослобођену територију Црне Горе и Санџака, где је била попуњена новим борцима и учествовала у припремама за пребацивање већих партизанских снага у Србију. Петар је тада, као способан борац био премештен у ову бригаду, која је убрзо након тога 10. фебруара 1944. године обједињена са Првом јужноморавском бригадом и тада је била формирана Трећа српска пролетерска ударна бригада. Приликом формирања нове бригаде Петар је био постављен за заменика команданта једног батаљона.
Са Трећом српском пролетерском бригадом учествовао је у продору према Ибру и Сувобору, а затим у борбама које је водила на територији јужне Србије и у долини Ибра и Западне Мораве. Као и у ранијим борбама, истицао се храброшћу и у овим борбама. Погинуо је 1. новембра 1944. године у борби против Немаца на железничкој станици Пријевор, током борби за ослобођење Чачка.
Указом председника ФНР Југославије Јосипа Броза Тита, 6. јула 1953. године, проглашен је за народног хероја.